# Pyramica acubecca
Pyramica acubecca är en myrart som först beskrevs av Brown 1972.  Pyramica acubecca ingår i släktet Pyramica och familjen myror. Inga underarter finns listade i Catalogue of Life.